# Idrogenazione

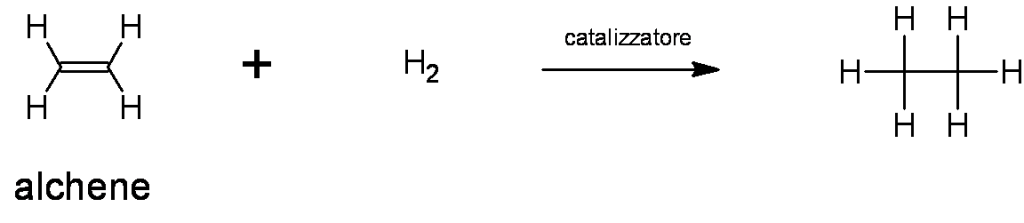
L'idrogenazione dell'etene a etano

L'idrogenazione è una reazione chimica in cui viene addizionato idrogeno ad un substrato che può essere un elemento o un composto, di regola in presenza di un catalizzatore. La reazione inversa prende il nome di deidrogenazione. L'idrogenazione spesso consiste nell'addizionare due atomi di idrogeno a una molecola contenente un doppio o triplo legame carbonio-carbonio, ma l'idrogeno può essere addizionato anche ad altre specie chimiche. A esempio si può addizionare idrogeno all'azoto (sintesi dell'ammoniaca), o al monossido di carbonio (sintesi del metanolo). In ogni caso si tratta di reazioni di riduzione che richiedono la presenza di un opportuno catalizzatore, in genere di nichel, palladio, platino o rodio. In assenza del catalizzatore le reazioni di idrogenazione richiedono temperature troppo elevate per essere di utilità pratica. 
È d'uso distinguere le idrogenazioni in fase eterogenea da quelle in fase omogenea. Nel primo caso il catalizzatore è un solido disperso in un solvente assieme al substrato, o posto a contatto con un substrato gassoso. Nelle reazioni in fase omogenea il catalizzatore è disciolto nello stesso solvente contenente il substrato da idrogenare.
Ci sono vari tipi di reazioni correlate con l'idrogenazione. La maggior parte delle idrogenazioni impiega l'idrogeno molecolare (H2), ma a volte si utilizzano altre fonti di idrogeno; in questi casi si parla di reazioni di trasferimento di idrogeno. Quando la reazione avviene con rottura del legame durante l'addizione di idrogeno si parla di idrogenolisi; questa reazione può avvenire su legami carbonio-carbonio e carbonio-eteroatomo (ossigeno, azoto o alogeno). L'idrogenazione non va confusa con la protonazione e l'addizione di idruro; nel caso dell'idrogenazione reagenti e prodotti hanno la stessa carica.

## Storia

### Idrogenazione catalitica in fase eterogenea
La prima idrogenazione eterogenea nota riguarda l'addizione di idrogeno all'ossigeno. Nel 1823 Johann Wolfgang Döbereiner notò che il platino favoriva la reazione tra idrogeno e ossigeno, e sviluppò la lampada di Döbereiner, un accenditoio che ottenne un notevole successo commerciale e che rimase in uso fino all'inizio della prima guerra mondiale. Nonostante questo precedente, in genere il padre dei processi eterogenei di idrogenazione è considerato il chimico francese Paul Sabatier. Nel 1897 Sabatier trovò che l'etilene era trasformato in etano passando assieme a idrogeno a contatto con nichel, senza che quest'ultimo venisse modificato. In seguito Sabatier studiò i processi di idrogenazione di vari altri idrocarburi, e per i risultati ottenuti ottenne il Premio Nobel per la chimica nel 1912. Wilhelm Normann brevettò in Germania (1902) e in Gran Bretagna (1903) un procedimento per idrogenare oli liquidi, dando inizio all'industria dei grassi idrogenati. Nel 1905 Fritz Haber riuscì a idrogenare l'azoto ottenendo ammoniaca in laboratorio, e nel 1910 Carl Bosch perfezionò questo processo rendendo possibile la sintesi dell'ammoniaca su scala industriale. Nel 1924 Murray Raney mise a punto un catalizzatore di nichel in forma di polvere finissima, conosciuto come nichel Raney, ancora largamente usato in numerose reazioni di idrogenazione. Nel 1925 Franz Fischer e Hans Tropsch ottennero combustibili sintetici partendo da miscele di monossido di carbonio e idrogeno (processo Fischer-Tropsch).

### Idrogenazione catalitica in fase omogenea
L'idrogenazione in fase omogenea iniziò a svilupparsi molto più tardi rispetto all'idrogenazione eterogenea. Il primo esempio in fase omogenea fu documentato nel 1938 da Melvin Calvin, che descrisse l'idrogenazione del benzochinone in soluzione di chinolina, catalizzata con acetato di rame(I). Il reale sviluppo della catalisi omogenea di idrogenazione iniziò solo nel 1965, quando Sir Geoffrey Wilkinson studiò il complesso RhCl(PPh3)3 (noto come catalizzatore di Wilkinson), un composto fosfinico che può idrogenare alcheni e alchini in soluzione omogenea a temperatura e pressione ambiente. Nel 1968 William Knowles realizzò la prima idrogenazione asimmetrica utilizzando come catalizzatore un complesso di rodio con leganti fosfinici chirali. L'eccesso enantiomerico era inizialmente piccolo, ma pochi anni dopo si arrivò alla sintesi industriale del primo farmaco chirale, la L-DOPA, usata nella cura della malattia di Parkinson. Nel 1980 Ryōji Noyori sintetizzò il legante BINAP, dando il via a una nuova generazione di catalizzatori basati sul rutenio che potevano effettuare idrogenazioni asimmetriche di substrati polari come chetoni e aldeidi. Knowles e Noyori ricevettero nel 2001 il premio Nobel per la chimica “per il loro lavoro sulle reazioni di idrogenazione attivate da catalisi chirale.”

## Componenti della reazione
Le reazioni di idrogenazione sono generalmente molto favorite dal punto di vista termodinamico. Ad esempio, per la reazione di idrogenazione dell'etilene (C2H4 + H2 → C2H6), la variazione di entropia è leggermente sfavorevole (ΔrSº = –120,9 J·K−1·mol−1), mentre la variazione di entalpia è decisamente favorevole (ΔrHº = –136,95 kJ·mol−1). Ne risulta che a temperatura ambiente l'energia libera della reazione è molto negativa (ΔrGº = ΔrHº – TΔrSº =  –100,92 kJ·mol−1) e dunque il processo è termodinamicamente favorito. Tuttavia, a causa della elevata stabilità della molecola di diidrogeno (ΔHºdiss (H2) = 434 kJ·mol−1), la reazione richiede una grande quantità di energia (alta temperatura) o l'utilizzo di un catalizzatore. Generalmente si preferisce la seconda soluzione, per cui le reazioni di idrogenazione sono condotte in presenza di tre componenti: il substrato insaturo, l'idrogeno e il catalizzatore. Si utilizzano differenti valori di temperatura e pressione a seconda del substrato e dell'attività del catalizzatore.

### Substrati
In generale tutti i composti chimici che hanno uno o più legami multipli possono fungere da substrati nelle reazioni di idrogenazione. In alcuni casi, in particolare per composti aventi un triplo legame, il prodotto finale dipende anche dalle condizioni di idrogenazione. Ad esempio, idrogenando gli alchini in condizioni blande si ottengono alcheni, mentre in condizioni più drastiche si arriva direttamente agli alcani corrispondenti. Per quanto riguarda l'idrogenazione di alcheni e alchini va notato che entrambi gli atomi di idrogeno vengono addizionati sulla stessa faccia della molecola (addizione syn), quella meno ingombrata, sia nelle idrogenazioni in fase eterogenea che in quelle in fase omogenea. Nella tabella seguente sono elencate alcune classi di substrati organici insaturi e i prodotti che si ottengono per loro idrogenazione.
| alchene, R2C=CR'2   | alcano, R2CHCHR'2                         |
| alchino, RCCR       | alchene, cis-RHC=CHR' o alcano, R2CHCHR'2 |
| aldeide, RCHO       | alcool primario, RCH2OH                   |
| chetone, R2CO       | alcool secondario, R2CHOH                 |
| estere, RCO2R'      | due alcooli, RCH2OH, R'OH                 |
| immina, RR'CNR"     | ammina, RR'CHNHR"                         |
| ammide, RC(O) NR'2  | ammina, RCH2NR'2                          |
| nitrile, RCN        | immina, RHCNH                             |
| nitroderivato, RNO2 | ammina, RNH2                              |

### Fonti di idrogeno
La maggior parte dell'idrogeno viene utilizzato come H2 gassoso, prodotto industrialmente da idrocarburi tramite steam reforming. Il gas viene immagazzinato sotto pressione in bombole, e spesso il processo di idrogenazione viene condotto a pressioni maggiori di 1 atmosfera.
In applicazioni specialistiche anziché usare H2 gassoso si estrae idrogeno da altre sostanze (reazioni di trasferimento di idrogeno). Queste sostanze donatrici di idrogeno fungono spesso da solventi; alcuni esempi sono idrazina, 1,2-diidronaftalene, 9,10-diidroantracene, isopropanolo, acido formico.

### Catalizzatori
In genere le reazioni di idrogenazione sono favorite da un punto di vista termodinamico, ma sono sfavorite cineticamente a causa della grande forza di legame nella molecola H2. Per questo motivo in assenza di catalizzatore le reazioni tra H2 e un composto organico sono molto rare al di sotto di 480 °C. Lavorare a temperatura elevata è scomodo, e vi sono composti organici che non possono resistere alle alte temperature. La soluzione preferita è usare un catalizzatore, che si lega sia al composto insaturo che all'idrogeno e ne favorisce la reazione. 
I metalli del gruppo del platino, specialmente platino, palladio, rodio e rutenio sono catalizzatori particolarmente attivi e funzionano a bassa temperatura e bassa pressione di idrogeno. Sono stati sviluppati anche catalizzatori a base di metalli non preziosi, specie a base di nichel (come il nichel Raney e il nichel Urushibara), cobalto, ferro e rame, ma spesso questi catalizzatori più economici sono più lenti o richiedono condizioni più drastiche. In genere è necessario trovare un compromesso tra l'attività del catalizzatore (e quindi la velocità della reazione) e il suo prezzo, tenendo conto anche del costo dell'apparecchiatura richiesta per operare a pressione elevata. Ad esempio le idrogenazioni con nichel Raney richiedono normalmente pressioni elevate:
Ci sono due tipi di catalizzatori: i catalizzatori eterogenei e i catalizzatori omogenei. I catalizzatori eterogenei sono dei solidi dispersi assieme al substrato nel solvente o solidi a contatto con il substrato gassoso. I catalizzatori omogenei sono sostanze disciolte nel solvente assieme al substrato.

#### Catalizzatori eterogenei
I processi di idrogenazione con catalizzatori eterogenei sono i più importanti dal punto di vista industriale. Il vantaggio più evidente dei catalizzatori eterogenei è che si può separare molto facilmente il catalizzatore dai reagenti e prodotti della reazione. L'attività del catalizzatore viene ottimizzata cambiando l'intorno del metallo. Ad esempio, facce differenti di un catalizzatore eterogeneo cristallino hanno attività diversa. Inoltre, l'attività dei catalizzatori eterogenei è influenzata dal supporto, cioè dal materiale usato per legare il catalizzatore. In chimica organica si utilizza spesso palladio su carbone al 5 o 10% (abbreviato come "Pd/C", la percentuale è in peso) o idrossido di palladio su carbone al 10 o 20% (catalizzatore di Pearlman). 
In alcuni casi si tentano una serie di modifiche empiriche al catalizzatore per "avvelenarlo" in modo selettivo. Così un catalizzatore opportunamente modificato può idrogenare alcuni gruppi funzionali senza toccarne altri, tipo idrogenare alcheni senza modificare anelli aromatici, o idrogenare selettivamente un alchino solo ad alchene. 
Utilizzando leganti chirali su un metallo è anche possibile effettuare idrogenazioni eterogenee asimmetriche.

#### Catalizzatori omogenei
L'attività e selettività dei catalizzatori omogenei viene regolata cambiando i leganti. Utilizzando un substrato prochirale si può regolare la selettività del catalizzatore in modo da favorire la formazione di un unico enantiomero. Due catalizzatori omogenei molto noti sono il catalizzatore di Wilkinson basato sul rodio e il catalizzatore di Crabtree basato sull'iridio. Un esempio pratico è l'idrogenazione del carvone con il catalizzatore di Wilkinson:

#### Avvelenamento del catalizzatore
Molte sostanze possono avvelenare il catalizzatore, cioè disattivarlo totalmente o parzialmente. Classici esempi di veleni sono i composti contenenti zolfo o fosforo. I veleni possono far fallire una idrogenazione catalitica, ma possono anche servire per modificare la reattività e selettività del catalizzatore. Ad esempio il catalizzatore di Lindlar, un catalizzatore di palladio depositato su solfato di bario e poi trattato con chinolina, riduce gli alchini solo ad alcheni, ed è stato usato per convertire fenilacetilene a stirene:

## Meccanismo

### Catalisi eterogenea

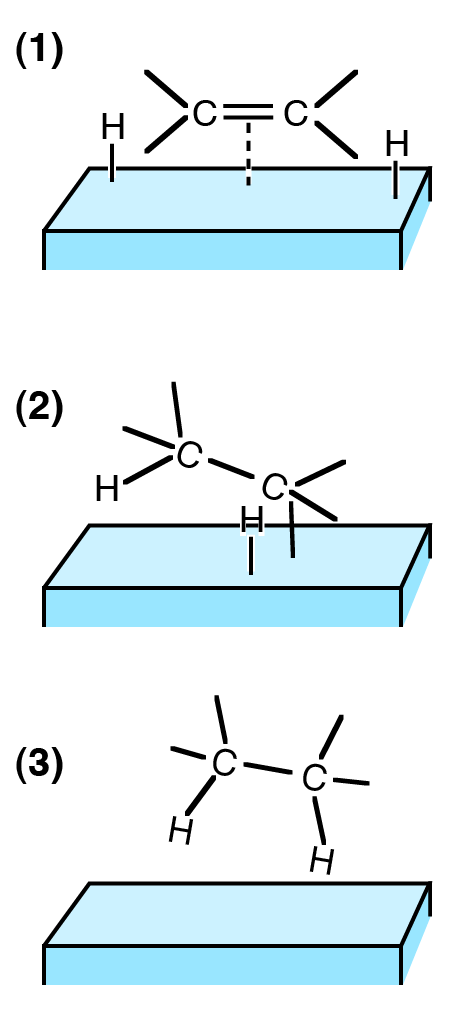
Schema dei tre passaggi che avvengono durante la reazione di idrogenazione sulla superficie di un catalizzatore eterogeneo (in blu). Vedi testo per la descrizione.

Nel caso di catalisi sulla superficie di un solido il meccanismo assodato è quello proposto da Iurô Horiuti e Michael Polanyi. L'intero processo prevede tre passaggi successivi, illustrati nella figura nel caso di un alchene:
1. Il substrato insaturo e l'idrogeno sono adsorbiti sulla superficie del catalizzatore. La molecola H2 viene dissociata e si forma idrogeno atomico.
2. Uno degli atomi di idrogeno si addiziona al substrato, legandosi ad un atomo di carbonio. Questo passaggio è reversibile.
3. Un altro atomo di carbonio addiziona il secondo atomo di idrogeno. Nelle condizioni di idrogenazione questo passaggio è irreversibile, e la molecola idrogenata si stacca dal catalizzatore.

Nel secondo passaggio si forma un intermedio saturo che può ruotare prima di reagire a ritroso dissociandosi dal catalizzatore di nuovo come alchene. Di conseguenza il contatto con un catalizzatore di idrogenazione provoca necessariamente una isomerizzazione cis-trans, favorita termodinamicamente. Questo può essere un problema in caso di idrogenazione parziale, mentre nel caso di idrogenazione completa non ci sono problemi dato che anche l'alchene trans viene idrogenato.
Nel caso di substrati aromatici il primo legame C–H è il più difficile da formare, a causa dell'energia che va spesa per rompere il sistema aromatico. Nel processo si forma un cicloesadiene, specie estremamente reattiva non isolabile, che viene immediatamente ridotto a cicloesene in condizioni abbastanza riducenti da aver provocato la rottura dell'aromaticità. A sua volta, il cicloesene viene normalmente ridotto a cicloesano, totalmente saturo, ma con catalizzatori opportunamente modificati la riduzione può essere arrestata almeno parzialmente a cicloesene.

### Catalisi omogenea
Nella maggior parte dei processi di catalisi omogenea il centro metallico lega sia il substrato insaturo sia l'idrogeno e si forma un complesso alchene-metallo-diidruro che favorisce l'idrogenazione. La figura successiva illustra il processo usando come esempio il catalizzatore di Wilkinson (in alto nella figura). Inizialmente il complesso perde un legante fosfinico; si forma la specie RhCl(PPh3) H2, dando inizio al ciclo catalitico vero e proprio che prevede quattro passaggi:
1. Il complesso addiziona idrogeno e forma un complesso diidruro (reazione di addizione ossidativa).
2. Il centro metallico addiziona l'alchene coordinandolo in modo η².
3. Il primo atomo di idrogeno viene trasferito dal metallo al carbonio formando un alchile coordinato (reazione di inserzione migratoria).
4. Il secondo atomo di idrogeno è trasferito al gruppo alchilico, con simultanea dissociazione dell'alcano formato (reazione di eliminazione riduttiva).

## Applicazioni industriali
I processi di idrogenazione hanno svariate applicazioni in campo industriale. Queste idrogenazioni su larga scala impiegano normalmente catalizzatori eterogenei.

### Ammoniaca
L'idrogenazione dell'azoto gassoso per ottenere ammoniaca (processo Haber-Bosch) è uno dei più importanti processi della chimica industriale. Nel 2010 sono state prodotte circa 133 milioni di tonnellate di ammoniaca, che per circa il 75% è stata usata per ottenere fertilizzanti.

### Idrocarburi
Nell'industria petrolchimica i processi di idrogenazione sono usati per trasformare gli alcheni in alcani (meno volatili) e i composti aromatici in alcani saturi (paraffine) e cicloalcani (nafteni). L'idrogeno è usato anche per ottenere frazioni più leggere tramite cracking idrogenante.

### Idrogenazione del carbone
Esistono vari processi di idrogenazione del carbone, a seconda del prodotto finale che si desidera ottenere. Nei processi di idrogenazione come il processo Bergius il carbone viene trattato sotto pressione di idrogeno in modo da produrre idrocarburi liquidi e gassosi. Nei processi di idropirolisi si tratta il carbone ad alta temperatura (fino a 1000 °C) per tempi brevi in presenza di idrogeno per ottenere idrocarburi liquidi. Nei processo di idrogassificazione il carbone è convertito a metano.

### Industria agro-alimentare
Un'applicazione molto rilevante dei processi di idrogenazione è la lavorazione degli oli vegetali. Gli oli vegetali derivano da acidi grassi polinsaturi, cioè che contengono più di un doppio legame carbonio-carbonio. In condizioni opportune si possono idrogenare parzialmente questi doppi legami, convertendo gli oli vegetali in grassi solidi o semisolidi come quelli presenti nella margarina. Rispetto ai grassi di origine animale, gli oli vegetali parzialmente idrogenati sono meno cari, possono avere consistenza molto varia e sono più resistenti all'irrancidimento; di conseguenza sono usati come grasso alimentare nella maggior parte dei prodotti da forno.

### Produzione anilina
L'idrogenazione catalitica del nitrobenzene rappresenta la via più utilizzata per produzione di anilina. In base ai differenti processi, la reazione può avvenire sia in fase liquida che in fase gassosa. I catalizzatori più industrialmente utilizzati sono composti da Ni e Cu in combinazione con promotori a base di vari metalli di transizione.